# Ngawang Chökyi Gyeltshen
Ngawang Chokyi Gyeltsen (tibétain : ངག་དབང་ཆོས་ཀྱི་རྒྱལ་མཚན, Wylie : ngag dbang chos kyi rgyal mtshan) est le 34e ganden tripa

## Biographie
Le trente-quatrième ganden tripa, Ngawang Chokyi Gyeltsen est né à Dar à Penpo ('pan yul mdar) en 1575, l'année du cochon bois. Il aurait eu des souvenirs clairs de sa vie en tant que dix-neuvième ganden tripa, Ngawang Chödrag (dga 'ldan khri pa 19 ngag dbang chos grags, 1501-1551) et fut identifié comme étant sa réincarnation.
Jeune, Ngawang Chokyi Gyeltsen a commencé ses études de sutra et de tantra ainsi que des sujets classiques tels que la grammaire, la poésie etc., jusqu'à devenir un érudit respecté.
Bien que cela ne soit pas mentionné dans sa biographie, on peut penser, qu'après son passage au Collège de Gyumé (rgyud smad grwa tshang), il avait étudié les tantras avancés.
Ngawang Chokyi Gyeltsen a été professeur au College de Gyume à Lhassa.
Puis, il a rejoint le monastère de Ganden Jangtse (dga'ldan byang rtse grwa tshang) et a enseigné les sutras et les tantras, conformément à la tradition du collège de Gyume.
Ngawang Chokyi Gyeltsen a été intronisé comme trente-quatrième ganden tripa à l'âge de cinquante-trois ans, en 1627.
Il occupa ce poste pendant trois ans.
Il a également dirigé des activités religieuses, des événements et des festivals de la tradition gelugpa.
Trichen Ngawang Chokyi Gyeltsen aurait offert le monastère de Ganden Jangtse au 4e panchen-lama, Lobzang Chokyi Gyeltsen (1567-1662).
Il a également supervisé la construction du toit d'or achevé en 1629, juste avant son paranirvana.
Le grand reliquaire en argent a été ensuite transformé en grand reliquaire en or par le cinquantième ganden tripa.
Trichen Ngawang Chokyi Gyeltsen est décédé en 1629 à l'âge de cinquante-cinq ans.